# Omegamolecuul

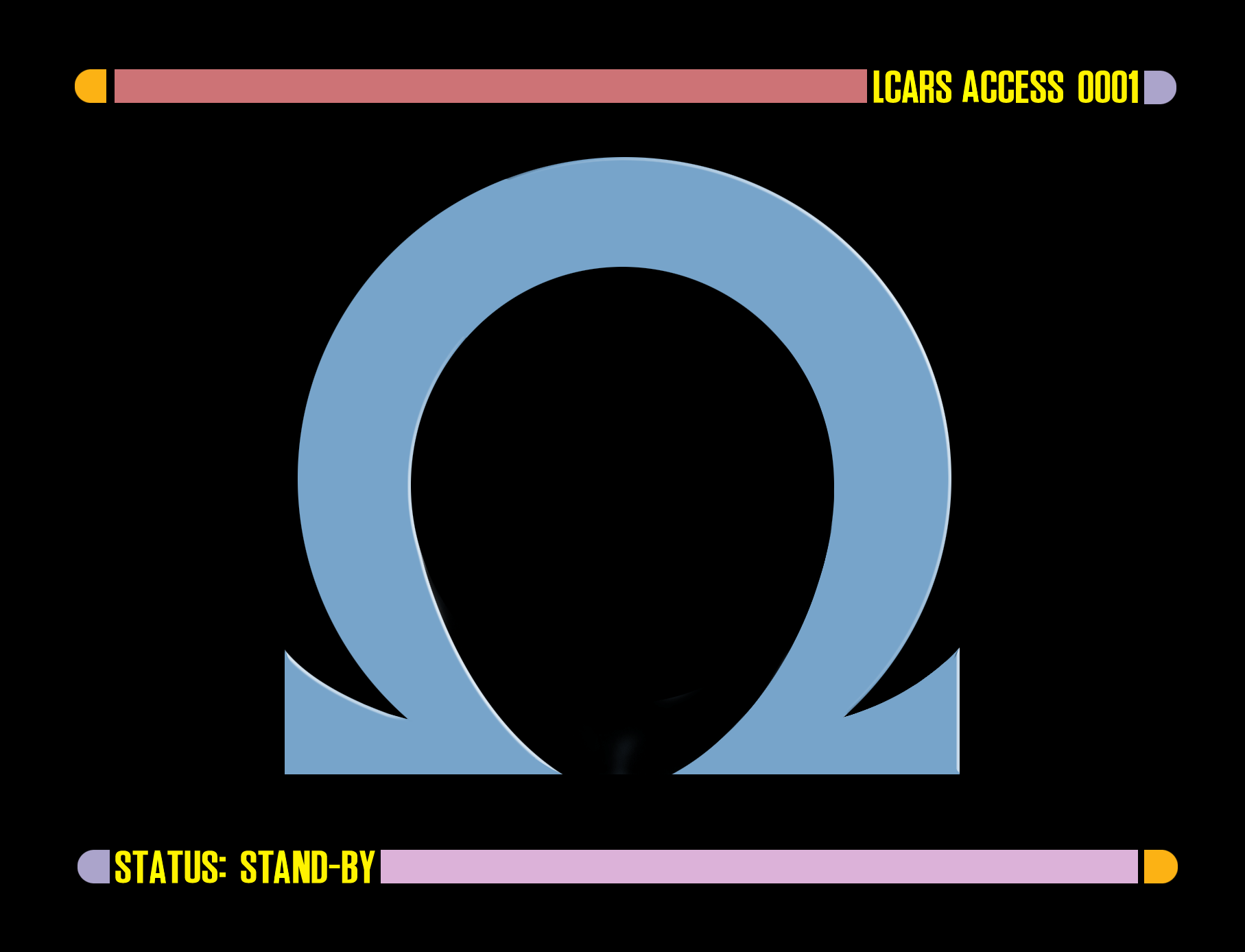
Het scherm Omega richtlijn uit Star Trek: Voyager

Het Omegamolecuul is een fictieve stof uit het Star Trekuniversum. Het is een extreem onstabiel synthetisch molecuul met een enorme hoeveelheid interne energie.
Als dit Griekse symbool op elk scherm van een sterrenschip van de Federatie verschijnt, slaat de schrik om het hart van menig Starfleet kapitein en admiraal.
In het verleden heeft er zich in de Federatie al een incident met Omega voorgedaan in de Lantaru sector. Professor Ketteract werkte daar aan een onuitputtelijke energiebron. Een enkele Omega molecuul bezit evenveel energie als een warpkern (essentieel voor sneller dan het licht reizen en de energievoorziening van een sterrenschip). In theorie zou een kleine aaneenschakeling van zulke moleculen een complete beschaving van energie kunnen voorzien. Ketteract kreeg het voor elkaar een Omegamolecuul te maken. Maar zijn vreugde duurde niet lang. Omega bleef maar een fractie van een seconde stabiel voordat het instabiel werd en ontplofte. Ketteract en 126 wetenschappers kwamen om het leven. Dan kwam aan het licht dat Omega een nevenwerking had. Warpsnelheid was niet langer mogelijk in de Lantaru sector omdat Omega subruimte verwoest.
Vermoedelijk was professor Ketteract door Sectie 31 (Starfleets geheime dienst) gevraagd om een onuitputtelijke energiebron te maken om de Federatie een dominante macht te laten worden.
De Borg beschouwen Omega als harmonische perfectie vanwege zijn complexiteit. Zij noemen Omega 'particle zero-one-zero' (deeltje 010) en stellen alles in het werk om het te pakken te krijgen. Seven of Nine vertelde kapitein Janeway dat de Borg een experiment met Omega hadden gedaan in het verleden dat mislukte. 29 kubusschepen en 600 000 darren waren verloren gegaan. Er kwam geen tweede poging omdat de Borg niet genoeg boroniet erts voorhanden hadden.
In de episode 'The Omega Directive' detecteren Voyagers sensoren Omega. Janeway stelt alles in het werk om Omega te vernietigen met behulp van een resonantiekamer ontworpen door Seven. Enkele seconden voordat de kamer werd uitgeworpen stabiliseerde Omega zich en Seven aanschouwde voor 3,2 seconden "perfectie". De resonantiekamer werd uitgeworpen en vernietigd met een gravimetrische torpedo waarna Voyager 10 seconden de tijd had om naar warp te gaan.
Het aanschouwen van een stabiele Omega-aaneenschakeling was voor Seven bijna een religieuze ervaring.
(Ref.: Star Trek: Voyager episode The Omega Directive)